# Die Gladiatoren
Die Gladiatoren (Originaltitel: Demetrius and the Gladiators) ist ein US-amerikanischer Monumentalfilm des Regisseurs Delmer Daves aus dem Jahr 1954. Er ist eine Fortsetzung des Films Das Gewand von Henry Koster aus dem Jahr 1953, dem ersten abendfüllenden Spielfilm im Breitwandverfahren Cinemascope. Deutschland-Premiere dieses ebenfalls in Cinemascope gedrehten Films war am 4. November 1954. Abweichend zu Das Gewand beruht die Fortsetzung nicht auf einem Roman von Pfarrer Lloyd C. Douglas.

## Handlung
Der Film beginnt mit einer Szene aus dem vorangegangenen Film. Der römische Kaiser Caligula lässt Marcellus und Diana im Zuge der Christenverfolgung hinrichten. Noch vor der Exekution übergibt Diana ein Gewand an einen der Zuschauer. Sie sagt ihm, dass das Gewand für den Fischer bestimmt ist. Sie meint damit Petrus, der vor seiner Berufung zum Apostel ein Fischer war.
Petrus übergibt das Gewand beim Begräbnis von Marcellus und Diana an Demetrius, bevor er sich zu seiner Evangelisationsreise in den Norden aufmacht. Der Kaiser Caligula glaubt, dass das Gewand magisch sei, und will es in seinen Besitz bringen. Er fragt seinen Onkel Claudius, was mit dem Gewand geschehen ist.
In einer Töpferei zeigt Demetrius das Gewand seiner Geliebten Lucia. Als sich auf der Suche nach dem Gewand Lucia verdächtig macht, geht ein römischer Legionär auf sie los und wird von Demetrius niedergeschlagen. Dieser wird verhaftet, zum Kampf in der Arena verurteilt und kommt in die Gladiatorenschule des Claudius. 
Am Abend vor dem Kampf schlägt ihn sein Gegner Dardanius und fordert ihn auf, auch die andere Wange hinzuhalten. Der Nubier Glycon hilft Demetrius. Messalina (Valeria Messalina), Gattin des Claudius, welche die Szene beobachtet hat, lässt daraufhin am nächsten Tag die beiden gegeneinander kämpfen. Diese geben zunächst einen Schaukampf. Als sie durchschaut werden, sieht sich Glycon veranlasst ernst zu machen, wird aber von Demetrius niedergestreckt. Die Zuschauer wollen Glycon leben lassen. Caligula senkt den Daumen, woraufhin Demetrius um Gnade für Glycon bittet. Glycon darf gehen, Demetrius muss gegen drei Tiger kämpfen. Mit letzten Kräften und bereits schwer verwundet kann er die Tiger besiegen. Messalina versucht ihn als Liebhaber zu gewinnen. Als er sie abweist, wird er wieder in die Gladiatorenschule geschickt.
Mit Hilfe eines Freudenmädchens gelangt Lucia in die Gladiatorenschule. Dardanius nimmt sie gegen ihren Willen. Demetrius ist in eine Zelle gesperrt und bittet Gott, Lucia zu retten. Doch sie verliert das Bewusstsein und wird leblos hinausgetragen. Daraufhin geht Demetrius, der seinen Glauben an Gott verloren hat, am nächsten Tag in die Arena und tötet Dardanius und dessen Komplizen. Er wird verurteilt, doch der Prätorianerpräfekt erreicht seine Freilassung und bietet ihm an, in die Prätorianergarde einzutreten. Demetrius sagt sich auf Aufforderung von Caligula vom Christentum los und tritt im Rang eines Tribuns in die Garde ein. Als Tribun lehnt Demetrius die Lehren der Christen und der ägyptischen Gottheit Isis ab. Er beginnt eine Affäre mit Messalina und will auch von Petrus, der ihn besucht, nichts mehr wissen. 
Nach einigen Monaten erhält Caligula Kenntnis von der Affäre. Er schickt Demetrius aus, das Gewand zu finden. Dabei findet Demetrius Lucia, die den Anschlag überlebt hat. In Katatonie hält sie das Gewand fest umklammert. Demetrius betet zu Gott um Vergebung. Lucia erwacht aus ihrer Katatonie und Demetrius findet zum christlichen Glauben zurück.
Demetrius bringt das Gewand zum Kaiser. Der gibt das Gewand einem Häftling, tötet diesen und versucht ihn wieder zu beleben. Der wütende Caligula beschuldigt Demetrius, er habe ihm das falsche Gewand gebracht. Demetrius wird wieder in die Arena gebracht. Bevor Demetrius hingerichtet werden kann, erhebt sich die Prätorianergarde. Der Exekutor und der Kaiser werden getötet, Claudius wird als neuer Kaiser ausgerufen.
Der neue Kaiser will den Gottesstatus nicht. Er will als Kaiser sein Bestes für das Volk tun. Demetrius soll zu Petrus und den Christen gehen und ihnen sagen, dass sie nichts zu befürchten haben, solange sie nicht gegen das Römische Reich agieren. Messalina kehrt zu ihrem Ehemann Claudius zurück, im Namen beider wünscht sie Demetrius viel Glück. Mit dem Gewand treffen Demetrius und Glycon auf Petrus und verlassen den Kaiserpalast.

## Kritiken
„Schau-Unterhaltung mit effektvoller Inszenierung grausiger Gladiatorenkämpfe und oberflächlichen, aufgesetzten religiösen Ansätzen.“

Cinema nennt das  Werk einen „epischen Historienschinken“, „zweifelhaften Ausflug in die Antike“ und eine „verkitschte Fortsetzung von „Das Gewand““.

## Hintergrund
- Der Film gilt als einziger Monumentalfilm, der eine direkte Fortsetzung eines anderen Monumentalfilmes ist. Victor Mature spielte schon im Vorgänger die Rolle des Demetrius, Michael Rennie den Petrus.
- In kleinen Nebenrollen sind Woody Strode (als Gladiator) und Julie Newmar (als Tänzerin) zu sehen. Beide bleiben im Abspann ungenannt.
- Der Film war ein großer Erfolg an den Kinokassen. Bei einem Budget von 4,5 Millionen US-Dollar spielte er 26 Millionen US-Dollar ein.[3]
- Oscarprämierte Mitarbeiter waren: Komponist Waxman (2 Oscars, 1951 und 1952); Art-Director George W. Davis, der 1954 zusammen mit Kollege Lyle R. Wheeler für den Vorgängerfilm Das Gewand ausgezeichnet wurde (Davis gewann 1960 wiederum mit Wheeler einen weiteren Oscar, Wheeler wurde schon 1940 und 1947 geehrt und gewann 1957 noch einen Oscar); Set-Decorator Paul S. Fox, der 1954 mit Wheeler und Davis ausgezeichnet wurde (1957 gewann er zusammen mit Wheeler einen Oscar, 1964 einen weiteren); dessen Kollege Walter M. Scott (1954 mit Wheeler, Davis und Fox, 1957 mit Wheeler und Fox, 1960 mit Wheeler und Davis, 1964 mit Fox, zwei weitere Oscars 1967 und 1970); Ton-Ingenieur Roger Herman (1944 ausgezeichnet); Kostümdesigner Charles Le Maire (1951, 1954 für Das Gewand und 1956).
- Kameramann Krasner gewann 1955 einen Oscar.

## Synchronisation
Der Film wurde 1954 bei der Ultra-Film Synchron GmbH in Berlin synchronisiert.
| Rolle     | Besetzung        | Deutsche Synchronstimme |
| --------- | ---------------- | ----------------------- |
| Demetrius | Victor Mature    | Curt Ackermann          |
| Messalina | Susan Hayward    | Eleonore Noelle         |
| Petrus    | Michael Rennie   | Ernst Wilhelm Borchert  |
| Lucia     | Debra Paget      | Marianne Prenzel        |
| Caligula  | Jay Robinson     | Siegmar Schneider       |
| Claudius  | Barry Jones      | Hans Hessling           |
| Paula     | Anne Bancroft    | Tilly Lauenstein        |
| Strabo    | Ernest Borgnine  | Paul Wagner             |
| Glycon    | William Marshall | Hans Wiegner            |
| Dardanius | Richard Egan     | Peter Petersz           |

## Historische Personen des Films
- Der römische Kaiser Caligula regierte von 37 bis 41 n. Chr. Sein voller Name ist Gaius Caesar Augustus Germanicus. Den Namen Caligula bekam er als Kind von römischen Soldaten und bedeutet Soldatenstiefelchen.
- Caligulas Onkel Claudius (voller Name Tiberius Claudius Caesar Augustus Germanicus) regierte als Caligulas Nachfolger von 41 bis 54 n. Chr. das Reich. Auch er fiel einem Anschlag zum Opfer – er wurde vergiftet.
- Messalina war die dritte Frau von Claudius. Sie wollte sich im Jahr 48 n. Chr. von Claudius scheiden lassen, um einen anderen Mann heiraten zu können. Claudius ließ sie hinrichten.
- Es gilt nicht als erwiesen, ob Petrus zur Regierungszeit Caligulas in Rom war. Es gibt Indizien, dass er zwischen 65 und 67 n. Chr. in Rom war und dort als Märtyrer starb.